# Xenosaurus penai
La lagartija escamas de perilla de la Sierra Madre del Sur (Xenosaurus penai) es una especie de reptil perteneciente a la familia Xenosauridae. 

## Clasificación y descripción
Esta es una lagartija de tamaño moderado con una longitud de hocico a cloaca de 112 mm; semicírculos supraorbitales separados por dos escamas; tubérculos dorsales ampliamente esparcidos y separados entre ellos por una distancia de 2-4 veces su diámetro; tubérculos dorsales bajos y aplanados; número de hileras transversales sobre el abdomen 33; postrostral dividida; cinco internasales; infralabiales y sublabiales en contacto posteriormente; borde posterior del collar nucal extendiéndose transversalmente a través de la parte media del cuello; bandas dorsales oscuras fragmentadas en un patrón conspicuamente moteado; vientre con series transversales de escamas oscuras extendiéndose casi hasta la línea media.

## Distribución
Xenosaurus penai es conocido únicamente para el Cerro Yucuchinio, 1 km al NO de Cerro Pico del Águila, municipio de Tlacoachistlahuaca, Guerrero: 16 57 N, 98 19 O, 1735 m s. n. m. y para la vertiente este de Cerro Pico del Águila, municipio de Tlacoachistlahuaca, Guerrero: 16 57 31 N, 98 20 0 O a 1050 m s. n. m. Ambas localidades están en la Sierra de Malinaltepec. Esta Sierra se localiza en la porción central de la Sierra Madre del Sur. La distribución vertical de esta especie es de 1050-1735 m s. n. m.

## Hábitat
La localidad tipo está situada en una pequeña planicie de montaña a 1735 m de altitud. El clima es subhúmedo y subtropical, y la vegetación es bosque de pino-encino alterado, con rocas grandes y redondas esparcidas sobre el terreno. Los paratipos fueron recolectados en un bosque de pino-encino con algunos elementos de bosque tropical caducifolio.